# Benakanahalli, Haveri
Benakanahalli là một làng thuộc tehsil Haveri, huyện Haveri, bang Karnataka, Ấn Độ.